# محمد الكواري
محمد الكواري (مواليد 23 مارس 1992) هو لاعب كرة قدم قطري يلعب كلاعب وسط لعب سابقاً مع النادي العربي .

## روابط خارجية
- محمد الكواري على موقع قاعدة بيانات كرة القدم.إي يو (الإنجليزية)
- محمد الكواري على موقع Soccerway.com (الإنجليزية)